# Verkkosaari (ö i Jämsä, Kankarisvesi)
Verkkosaari är en ö i Finland. Den ligger i sjön Kankarisvesi och i kommunen Jämsä i den ekonomiska regionen  Jämsä  och landskapet Mellersta Finland, i den södra delen av landet, 200 km norr om huvudstaden Helsingfors. Öns area är 0,7 hektar och dess största längd är 190 meter i nord-sydlig riktning.